# Alice Cunningham Fletcher
Alice Cunningham Fletcher (l'Havana, Cuba, 15 de març de 1838 – Washington, D.C., 6 d'abril de 1923) fou una antropòloga estatunidenca que va estudiar i documentar la cultura dels amerindis dels Estats Units.
Fletcher atribueix Frederic Ward Putnam haver estimulat el seu interès per la cultura índia americana i començà a treballar amb ell al Museu Peabody d'Arqueologia i Etnologia de la Universitat Harvard. Va estudiar les restes de les civilitzacions ameríndies a les valls dels rius Ohio i Mississipi, i esdevingué membre de l'Archaeological Institute of America en 1879.
En 1881 Fletcher va fer un viatge sense precedents per viure amb els sioux i estudiar-los a llur reserva com a representant del Museu Peabody. Fou acompanyada per Susette La Flesche, una conferenciant omaha que havia servit com a intèrpret de Standing Bear en 1879 en la seva demanda de drets civils. Amb ells també hi anava el periodista Thomas Tibbles, qui havia ajudat a divulgar la causa de Standing Bear i havia organitzat una gira de conferències d'alguns mesos als Estats Units.
Aquests temps també van marcar l'inici de l'associació de 40 anys de Fletcher amb Francis La Flesche, mig germà de Susette. Van col·laborar professionalment i tenien una relació informal mare-fill. Van compartir una casa a Washington, DC, a partir de 1890.
A més de la seva recerca i escrits, Fletcher va treballar en diversos càrrecs especials durant finals del segle xix. En 1883 va ser nomenada agent especial dels EUA per assignar terres a les tribus miwok, en 1884 es va preparar i va enviar a la World Cotton Centennial una exposició que mostra el progrés de la civilització entre els indis d'Amèrica del Nord en el quart de segle anterior, i en 1886 va visitar els natius d'Alaska i les Illes Aleutianes en una missió del comissionat d'educació. En 1887 va ser nomenada agent especial dels Estats Units en el repartiment de les terres entre els winnebago i nez percés sota la Llei  Dawes.
Ella es va fer assistent en etnologia al Museu Peabody en 1882, i en 1891 va rebre la beca Thaw, que va ser creat per a ella. Activa en associacions professionals, va ser elegida presidenta de l'Anthropological Society of Washington i el 1905 fou la primera dona presidenta de l'American Folklore Society. També va servir com a vicepresident de l'Associació americana per l'avanç de la ciència, i membre durant molt temps de la Societat Literària de Washington.
Treballant amb la Women's National Indian Association, Fletcher va introduir un sistema de fer petits préstecs als indis, amb el qual podien comprar terres i cases. També va ajudar a aconseguir un préstec per a una dona omaha, Susan La Flesche, per permetre-la estudiar a l'escola de medicina. Es va graduar amb la millor nota de la seva classe, i La Flesche va convertir en la primera metgessa ameríndia als Estats Units.
Més tard Fletcher va ajudar a redactar i ajudar a aplicar la Llei Dawes de 1887, que va trencar les reserves i va distribuir les terres comunals en assignacions per a la propietat individual de les parcel·les. En aquell moment, va pensar que permetria als amerindis assimilar-se a les formes euroamericanes com la millor forma de sobreviure. El govern també volia obtenir terra "excedent" per a la venda a altres estatunidencs.
En 1888 Fletcher publicà Indian Education and Civilization, un informe especial del Departament d'Educació dels Estats Units. Va ser pionera en l'estudi de la música ameríndia, un camp de la investigació iniciada per un document que va donar en 1893 abans de la Conferència d'Antropologia Chicago. En 1898 en el Congrés de Músics celebrat a Omaha durant l'Exposició Trans-Mississippi, va llegir diversos assaigs sobre les cançons dels indis nord-americans. Uns indis omaha cantaven les seves melodies natives. Fora d'aquest va créixer la seva Indian Story and Song from North America (1900), explorant una etapa de desenvolupament anteriors a aquell en el qual aparegué la cultura musical.
El 1911 va publicar amb Francis La Flesche The Omaha Tribe. Encara es considera que és l'obra definitiva sobre el tema. En total, va escriure 46 monografies sobre etnologia.